# Kopfiges Tausendgüldenkraut
Das Kopfige Tausendgüldenkraut (Centaurium capitatum, Synonym: Erythraea capitata Willd. ex Roem. & Schult.) ist die kleinste in Deutschland heimische Art in der Gattung der Tausendgüldenkräuter. Teilweise wird sie auch als Unterart (Centaurium erythraea ssp. capitatum) oder als Varietät (Centaurium erythraea var. capitatum (Willd.) Melderis) des Echten Tausendgüldenkrauts beschrieben.

## Beschreibung
Die einjährige Pflanze wird maximal 8 cm hoch, die Grundblätter bilden eine kleine Rosette. Die ganzrandigen Stängel-Blätter sind kreuzgegenständig. Der rosafarbige dicht kopfige Blütenstand bildet eine Trugdolde.
Die Hauptblütezeit ist von Juli bis August. Die fünfteiligen und nur wenige Millimeter großen Einzelblüten der sonnenliebenden Pflanze öffnen sich erst bei Sonnenschein.
Die Chromosomenzahl beträgt 2n = 40.

## Vorkommen
Das streng geschützte Kopfige Tausendgüldenkraut kommt nur in Mittel- und Nord-Europa vor. In Deutschland ist es fast ausschließlich und nur unbeständig in kalkhaltigen Dünenrasen im Küstenbereich der Nordsee zu finden. Es ist sehr selten. Es kommt in Deutschland in Gesellschaften des Koelerion albescentis oder des Mesobromion vor.